# Habitatge al carrer Lluís Folquet, 3 (Tàrrega)
Habitatge al carrer Lluís Folquet, 3 és una obra de Tàrrega (Urgell) inclosa a l'Inventari del Patrimoni Arquitectònic de Catalunya.

## Descripció
Casa molt petita de planta baixa i pis en la que són de destacar les seves columnes adossades a la planta baixa. Tota la planta baixa és feta amb carreus de pedra mentre que la primera és feta amb tapia. La construcció data de l'any 1777.